# 积米崖站
积米崖站，位於中华人民共和国山东省青島市黃島區漓江西路与峨眉山路交叉口地下，是青岛地铁13号线的地铁车站，2018年12月26日开通。該站共有3個出入口。

## 车站构造
本站为地下两层岛式车站。
| 地面 |                    | A-B出入口                           |  |  |
| B1层 | 站厅               | 客服中心、自动售票机、进出站闸机    |  |  |
| B2层 |                    | 西海岸快线 往嘉陵江西路（井冈山路） |  |  |
|      | 岛式站台，左侧开门 |                                     |  |  |
|      |                    | 西海岸快线 往董家口火车站（灵山卫） |  |  |

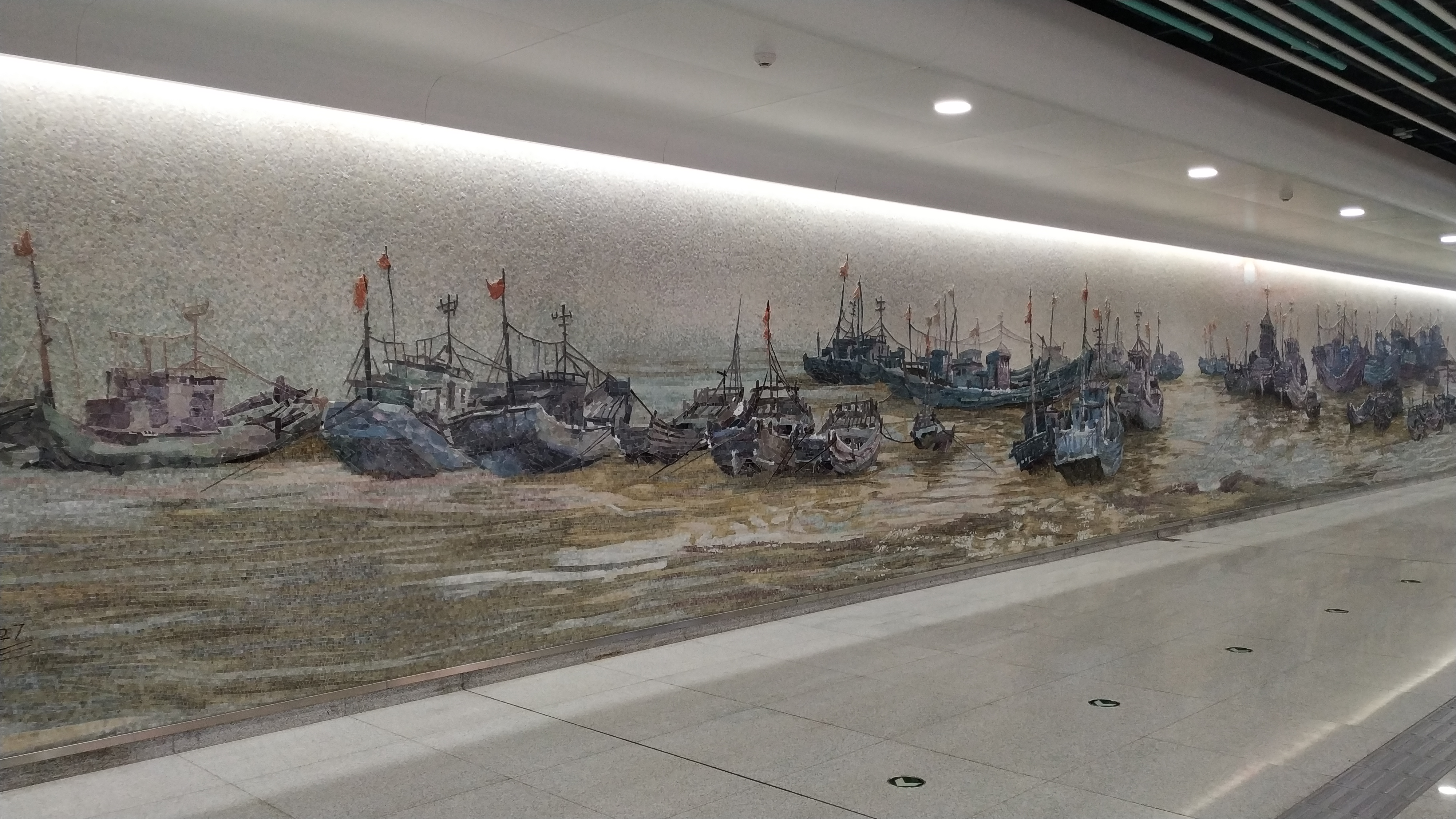
积米崖站壁画
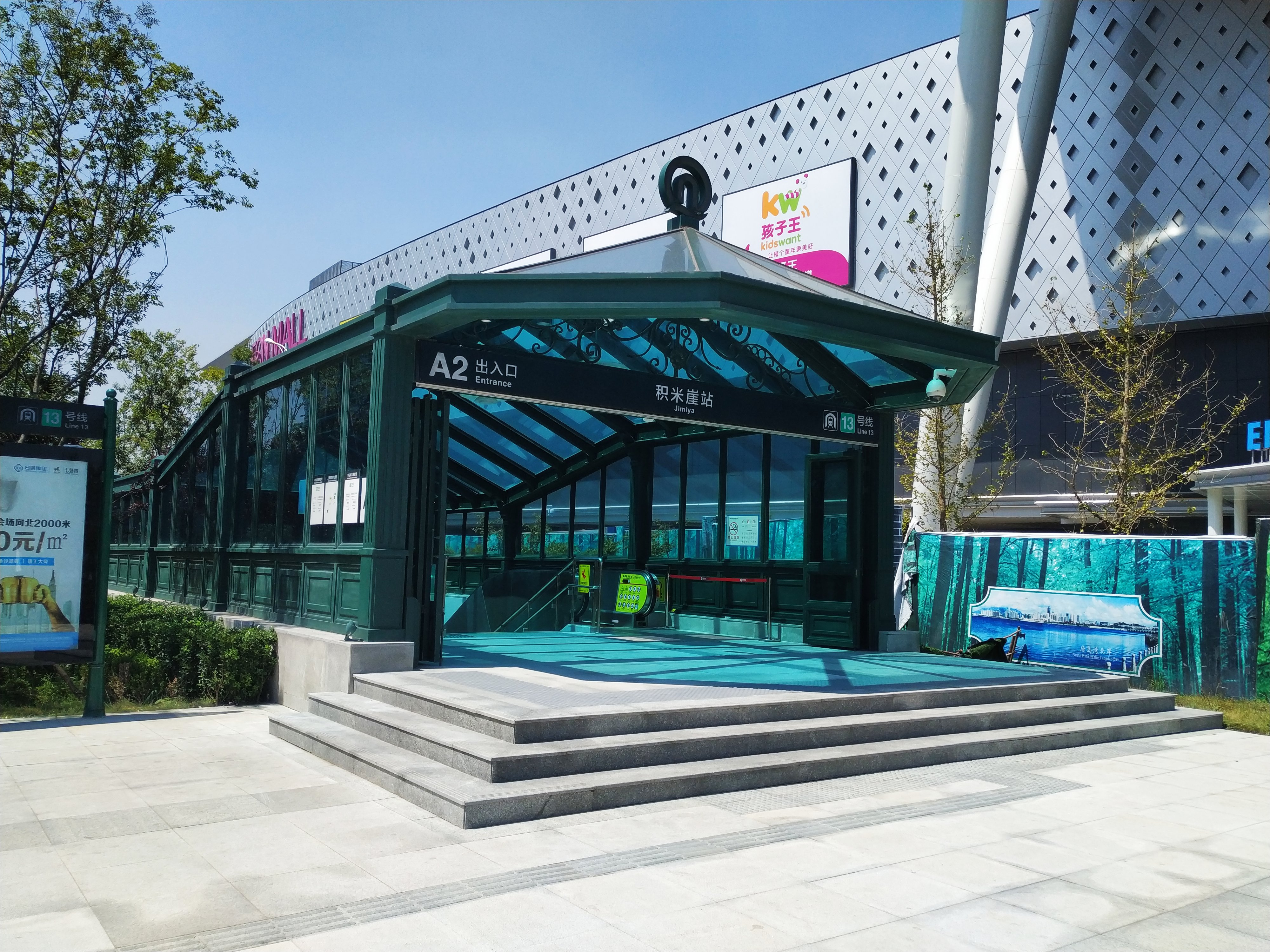
积米崖站A2出入口
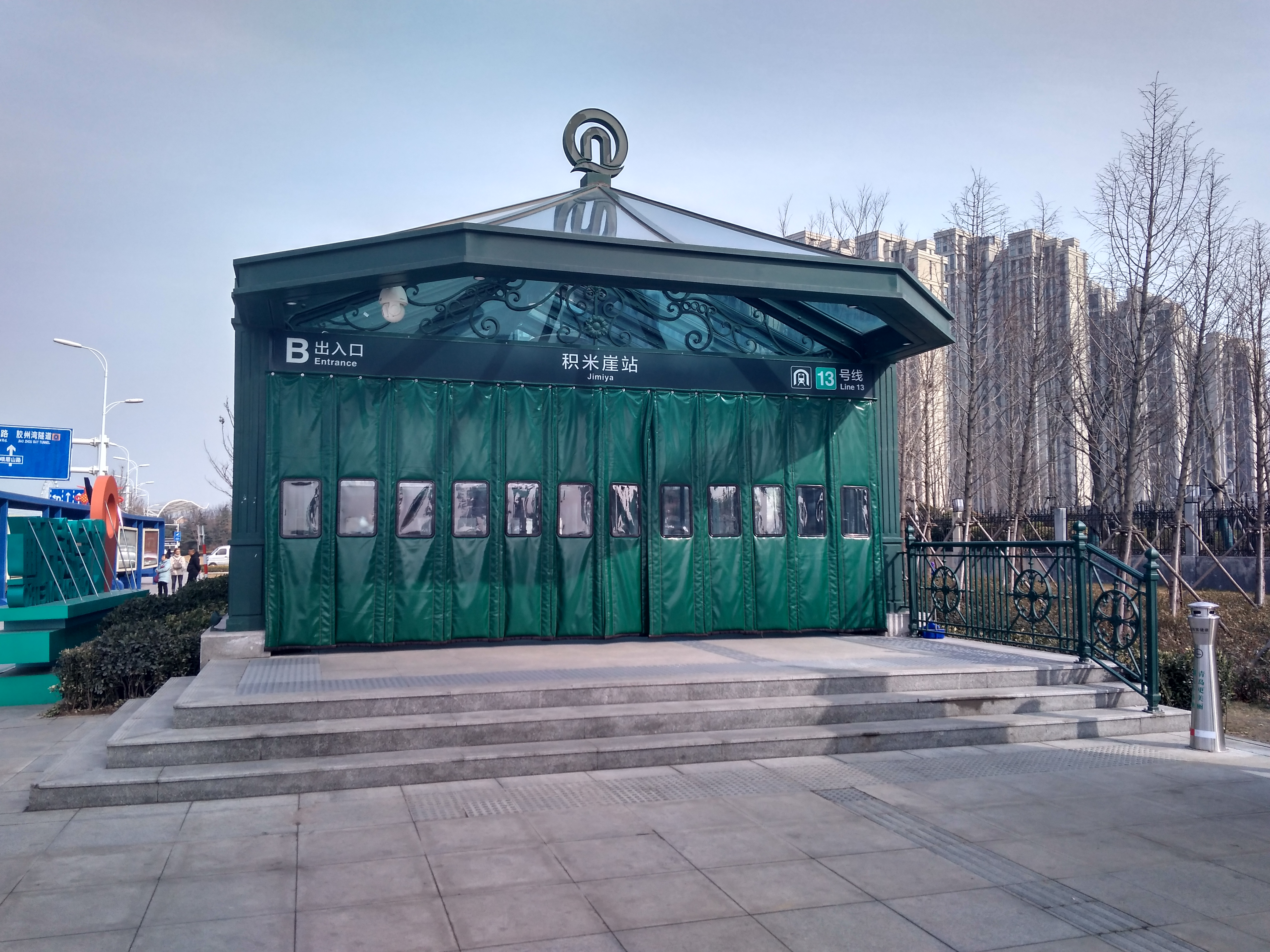
B出入口